# روبرتو لندی
روبرتو لندی (انگلیسی: Roberto Landi؛ زادهٔ ۲ ژانویهٔ ۱۹۵۶) بازیکن فوتبال اهل ایتالیا است.
از باشگاه‌هایی که در آن بازی کرده‌است می‌توان به باشگاه فوتبال مودنا، باشگاه فوتبال ونکوور وایتکپس، باشگاه فوتبال کایزر چیفس، باشگاه فوتبال پیاچنزا، و باشگاه فوتبال روبور سیه‌نا اشاره کرد.